# Plethiandra hookeri
Plethiandra hookeri är en tvåhjärtbladig växtart som beskrevs av Otto Stapf. Plethiandra hookeri ingår i släktet Plethiandra och familjen Melastomataceae. Inga underarter finns listade i Catalogue of Life.